# 小沢政雄
小沢 政雄（おざわ まさお、1916年3月28日 - 1996年10月4日）は、ロシア文学者、上智大学名誉教授。
神奈川県小田原市国府津出身。1938年東京外国語学校ロシア語科卒、陸軍士官学校教官、戦後拓殖大学講師、1955年『ロシア・リアリズムの系譜』で日本翻訳出版文化賞受賞、1957年上智大学外国語学部ロシア語科設置に際し教授、1986年定年退任、名誉教授。
1996年10月4日、腎不全のため死去。

## 著書
- ロシア語の基礎復習 白水社、1966
- ロシア語の入門 白水社、1978.6

## 翻訳
- 異常な夏 フェージン 三一書房、1952
- 人形劇の仕事 デムメーニ 未来社、1954. てすぴす叢書
- 舞台生活四十年 カチャーロフ 未来社、1954. てすぴす叢書
- メーキァップの技術 ペ・リフシツ、ア・チェムキン 未来社、1954. てすぴす叢書
- 賭博者 下男部屋 芝居のはね 訴訟 実務家の朝 ゴーゴリ全集第2巻　河出書房、1954
- ゴーリキー選集 第2巻.短篇集. 第2 鷹の歌、イゼルギリ婆さん、コノヴァーロフ、乱暴者、退屈まぎれに、読者、海燕の歌 1954. 青木文庫
- ロシヤリアリズムの系譜 ベ・イ・ブールソフ 未来社、1955
- 抒情詩　レールモントフ　稲田定雄共訳　世界文学大系　筑摩書房、1962
- 露滴集 小沢政雄訳詩集 昭森社、1976. のち群像社
- 革命的民主主義教育論 1 ベリンスキー、チェルヌィシェフスキー 海老原遥共訳 明治図書出版 1978.10 世界教育学選集
- 幼年時代 レフ・トルストイ 国土社、1978.3. 国土社版世界の名作
- プーシキン 近代ロシア文学の成立 ベリンスキイ 光和堂、1987.10
- エヴゲーニイ・オネーギン 完訳 A.S.プーシキン 群像社、1996.6

## 参考
- 和久利誓一「小澤政雄君に」『ロシア語ロシア文学研究』第29号、日本ロシア文学会、1997年10月1日、197-198頁、NAID 110001248620。